# Jess McMahon
Roderick James "Jess" McMahon, meglio conosciuto come Jess McMahon (New York, 26 maggio 1882 – Wilkes-Barre, 22 novembre 1954), è stato un imprenditore statunitense, fondatore insieme a Toots Mondt della Capitol Wrestling Corporation, federazione di wrestling precursora dell'odierna WWE.

## Biografia
È il capostipite della famiglia McMahon, intrecciata a filo doppio con il mondo del wrestling. Ha anche co-prodotto il match per il World Heavyweight Boxing Championship tra Jess Willard e l'allora campione Jack Johnson, articolato in quarantacinque riprese.
Iniziò a curare la promozione di eventi di wrestling nel 1935. Suo figlio Vincent J. McMahon portò avanti il business di famiglia dando vita alla World Wide Wrestling Federation. Il nipote di Jess, Vincent K. McMahon, era il proprietario dell'odierna WWE (dal 1984 al 2022)mentre la bisnipote di Jess, Stephanie McMahon, lavora per la compagnia.
McMahon oggi riposa nel cimitero di Old Saint Raymonds nel Bronx, New York.